# Khalil-Gibran-Park

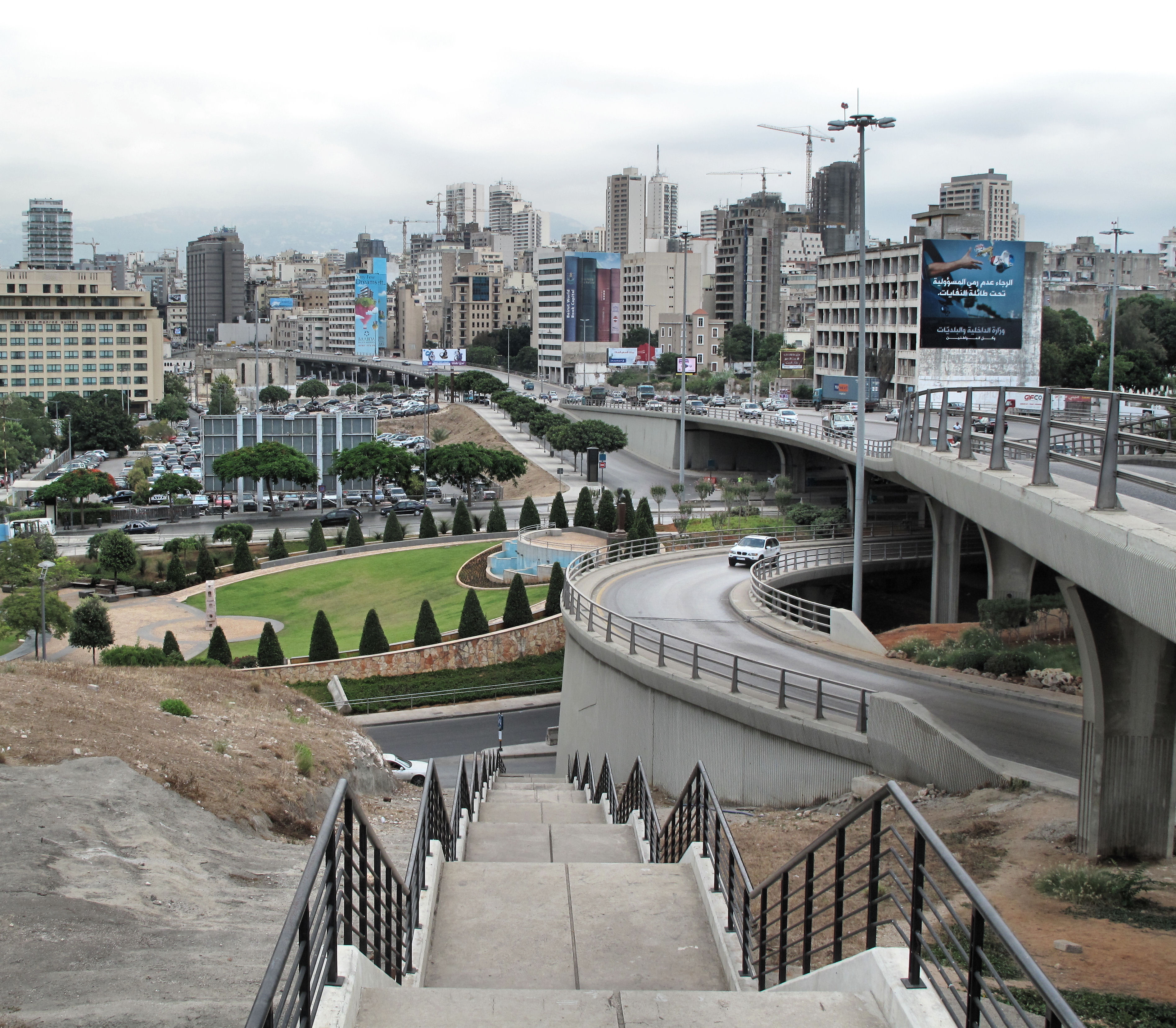
Khalil-Gibran-Park

Der Khalil-Gibran-Park ist eine öffentliche Parkanlage im Beiruter Bezirk Zokak el-Blat. Sie liegt vor dem Gebäude der Wirtschafts- und Sozialkommission für Westasien der UN.
Die 5572 Quadratmeter große Parkanlage wurde von dem libanesischen Landschaftsarchitekten Mohamad Halawi gestaltet und ist nach dem  libanesisch-amerikanischen Philosoph und Dichter Khalil Gibran benannt. Sie enthält Skulpturen von Saloua Raouda Choucair und eine Büste des Schriftstellers, die von dem libanesischen Künstler Rudy Rahmé gestaltet wurde. 